# رنا ريبوسومي S5

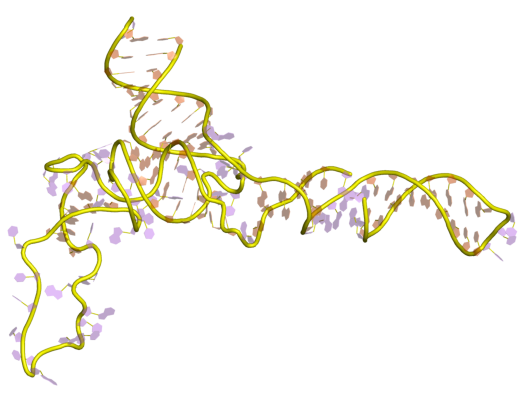
تمثيل ثلاثي الأبعاد لجزيء رنا ريبوسومي S5. مأخوذة من بنية الوحدة الريبوسومية الفرعية S50 للإشريكية القولونية، ومبنية على المجهر الإلكتروني النافذ.

الرنا الريبوسومي S5 (بالإنجليزية: ARN ribosomique 5S)‏ هو أحد جزيئات الرنا الريبوسومي الصغيرة ويتكون من 121 نوكليوتيد  ووزنه 40 كدا، وهو مكون هيكلي ووظيفي للوحدة الفرعية الكبيرة للريبوسوم في جميع نطاقات الحياة (بكتيريا، عتائق وحقيقيات النوى) باستثناء رنا المتقدرة لدى الفطريات والحيوانات. تشير العلامة S5 إلى سرعة التثفل (الترسب) أثناء الطرد المركزي الفائق، والتي تقاس بوحدة سفيدبرغ.

## التخليق الحيوي
لدى حقيقيات النوى، يتواجد الرنا 5S عادة في مشغلات الرنا الريبوسومي مع الاتجاه من الرنا الريبوسومي الخاص بالوحدة الفرعية الكبيرة والصغيرة، ويترجمون معا إلى نسخة أولية عديدة السيسترون. ميزة خاصة بجينوم حقيقيات النوى هي تواجدُ عدة جينات مشفِّرة للرنا 5S ‏ (5S rDNA) متجمعة في تكرارات ترادفية، مع كون عددها يختلف من جنس لآخر. يُخلَّق الرنا 5S الخاص بحقيقيات النوى بواسطة بوليميراز الرنا 3 في حين أن بقية جزيئات الرنا الريبوسومي الأخرى تُقص من الرنا الأولي 45S المنسوخ بواسطة بوايميراز الرنا 1. في الخلية البيضية للقيطم، تبين أن الأصابع 4-7 من أصابع الزنك التسعة الخاصة بعامل النسخ TFIIIA يمكنها الارتباط بالموقع المركزي للرنا 5S. الارتباط بين الرنا 5S وTFIIIA له وظيفتان: الأولى كبت ترجمة المزيد من جين الرنا 5S والثانية ضمان استقرار نسخة الرنا حتى تكون هنالك حاجة إليها عند تجميع الريبوسوم.

## البنية
تتكون البنية الثانوية للرنا 5S من خمسة لوالب (يرمز إليها من V-I بالأرقام الرومانية)، أربع حلقات (E-B) ومفصل واحد وتشكل جميع هذه الأنماط البنيوية بنية تشبه حرف Y. الحلقتان C وD هما حلقتان جذعيتان نهائيتان، والحلقتان B وE داخليتان. تبعا لدراسات علم تطور السلالات من الأرجح أن اللولبين I وIII سلفيان (موروث من سلف مشترك). يشمل اللولب III جزيئتي أدينوسين عاليتا الانحفاظ. يُعتقد أن اللولب V -وهو بنية حلقة جذعية- يتآثر مع عامل النسخ TFIIIA.